# União das Freguesias de Esposende, Marinhas e Gandra
Die União das Freguesias de Esposende, Marinhas e Gandra ist eine portugiesische Gemeinde (Freguesia) im Kreis (Concelho) Esposende, Distrikt Braga, im Nordwesten Portugals.

## Geschichte
Die Gemeinde entstand im Zuge der Gebietsreform vom 29. September 2013 durch die Zusammenlegung der ehemaligen Gemeinden Esposende, Marinhas und Gandra.
Esposende wurde Sitz der neuen Verwaltung.

## Demographie

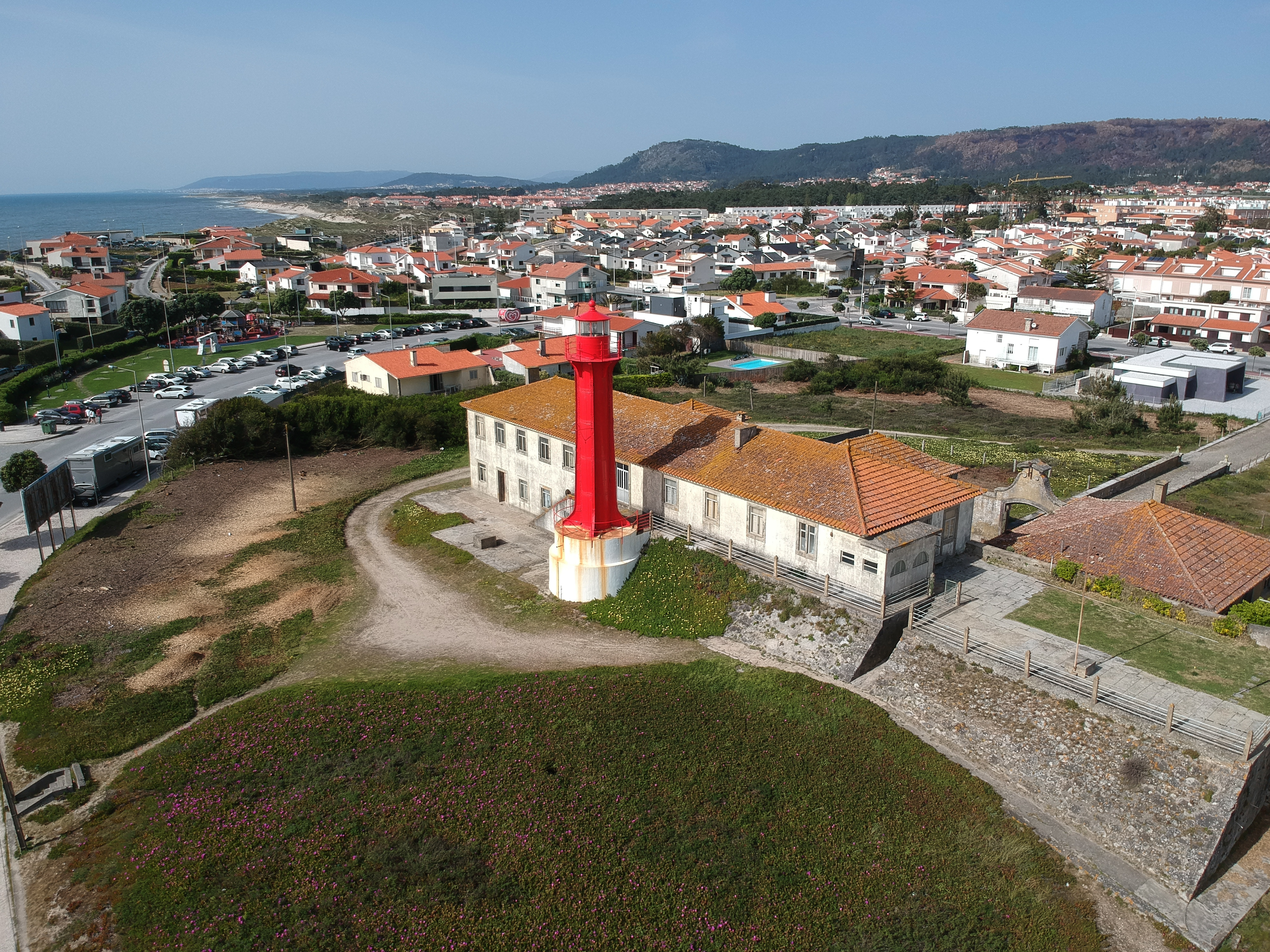
Esposende

| Freguesia | Freguesia                    | Freguesia | Freguesia       | ehemalige Freguesias | ehemalige Freguesias | ehemalige Freguesias | ehemalige Freguesias |
| --------- | ---------------------------- | --------- | --------------- | -------------------- | -------------------- | -------------------- | -------------------- |
| Wappen    | Freguesia                    | Einwohner | Fläche in (km²) | Wappen               | Freguesia            | Einwohner            | Fläche in (km²)      |
|           | Esposende, Marinhas e Gandra | 12262     | 17,31           |                      | Esposende            | 3670                 | 1,73                 |
|           | Esposende, Marinhas e Gandra | 12262     | 17,31           | Marinhas             | 6204                 | 10,43                |                      |
|           | Esposende, Marinhas e Gandra | 12262     | 17,31           | Gandra               | 1337                 | 5,15                 |                      |